# ISO 3166-2:BY
ISO 3166-2:BY – kody ISO 3166-2 dla obwodów oraz miasta wydzielonego na Białorusi. 
Kody ISO 3166-2 to  część standardu ISO 3166 publikowanego przez Międzynarodowa Organizację Normalizacyjną. Kody te są przypisywane głównym jednostkom podziału administracyjnego, takim jak np. województwa czy stany, każdego kraju posiadające kod w standardzie ISO 3166-1. 
Aktualnie (2017) dla Białorusi zdefiniowano kody dla 6 obwodów oraz 1 miasta.  
Pierwsza część oznaczenia to kod Białorusi zgodnie z ISO 3166-1, natomiast druga część oznaczenia znajdująca się po myślniku to kod literowy jednostki administracyjnej. 

## Kody ISO

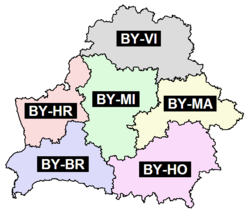
Mapa Białorusi z rozmieszczeniem aktualnie obowiązujących kodów ISO

| Kod ISO | Nazwa jednostki administracyjnej | Nazwa jednostki administracyjnej w języku białoruskim | Rodzaj jednostki administracyjnej |
| ------- | -------------------------------- | ----------------------------------------------------- | --------------------------------- |
| BY-BR   | brzeski                          | Брэсцкая вобласць                                     | obwód                             |
| BY-HO   | homelski                         | Гомельская вобласць                                   | obwód                             |
| BY-HR   | grodzieński                      | Гродзенская вобласць                                  | obwód                             |
| BY-MA   | mohylewski                       | Магілёўская вобласць                                  | obwód                             |
| BY-MI   | miński                           | Мінская вобласць                                      | obwód                             |
| BY-VI   | witebski                         | Віцебская вобласць                                    | obwód                             |
| BY-HM   | Mińsk                            | горад Мінс                                            | miasto wydzielone                 |